# شیان (تهران)
شیان یکی از محله‌های شمال شرقی شهر تهران است.
محله شیان که در منطقه ۴ تهران در بخش شمیران واقع شده است در شمال پارک جنگلی لویزان و جنوب مجتمع مسکونی و نظامی آجا واقع شده‌است.  خیابان‌های این محله به ترتیب شیان و شیان ۱ تا ۷ نام‌گذاری شده‌اند. محله شیان در مجاورت محله ازگل از شمال، محله لویزان و شهرک ولیعصر از شرق، محله حسین آباد و مبارک آباد از غرب و محله شمیران‌نو در جنوب قرار دارد. محلهٔ شیان دارای یک حسینیه است و بیمارستان لویزان در نزدیکی آن واقع شده‌است.
بزرگ‌راه دارآباد نزدیک‌ترین بزرگ راه و ایستگاه های مترو حسین آباد و هروی نزدیک ترین ایستگاه به شیان هستند.
پارکی جنگلی به نام شیان و هتل شیان از اماکن گردشی محله هستند.
هتل شیان در سال ۱۳۷۵، توسط شهرداری منطقه ۴ در قسمت شمال شرقی پارک جنگلی لویزان ساخته شده است‌. هتل شیان دارای ۳۴ اتاق است.موسسه آموزش کشتیرانی ایران نیز در این محله قرار دارد.

## مراکز تفریحی و ورزشی
پارک جنگلی بزرگ شیان، مهم ترین مرکز تفریحی این محله است که بخش بزرگی از آن را در بر گرفته است. باغ لویزان، بوستان شعبانلو، بوستان شادی، بوستان استقلال و بوستان شب بو دیگر فضاهای سبز این محله سرسبز هستند.
باشگاه ورزشی فلاحی، مجتمع ورزشی کشتیرانی، باشگاه بیلیارد شاهین، استخر شیان و استخر بهمن مینی سیتی از اماکن ورزشی موجود در شیان هستند.

## صنایع نظامی
در نزدیکی شیان یکی از مجمتع‌های نظامی ایران قرار گرفته که آژانس بین‌المللی اتمی آن را بخشی از برنامه هسته‌ای ایران می‌داند.
جمهوری اسلامی ایران بر این باور است که دفتر مرکزی بخش مکانیک موشکی کارخانه‌ای نظامی به نام صنایع شهید شفیع زادگان در خیابان شیان ۷ قرار دارد.
این سایت تحت بررسی آژانس بین المللی انرژی اتمی (IAEA) به عنوان یک سایت هسته ای بالقوه اعلام نشده بود. به گزارش رویترز، ادعاهای ایالات متحده مبنی بر حذف خاک سطحی و ضد عفونی شدن محل توسط بازرسان آژانس بین‌المللی انرژی اتمی که از لویزان بازدید کردند، تأیید نشد. در بند ۳۹ گزارش آژانس در نوامبر ۲۰۰۵ آژانس در مورد ایران، آژانس اعلام کرد: به نظر می رسد اطلاعات ارائه شده توسط ایران منسجم و منطبق با توضیح آن در مورد تخریب منطقه لویسان-شیان باشد.